# 恩斯貝格山
47°49′51″N 14°35′53″E / 47.83083°N 14.59806°E
恩斯貝格山（德語：Ennsberg），是奧地利的山峰，位於該國北部，由上奧地利州負責管轄，屬於上奧地利前阿爾卑斯山脈的一部分，海拔高度1,373米，山體由白雲岩組成。